# Pharmacie d'officine

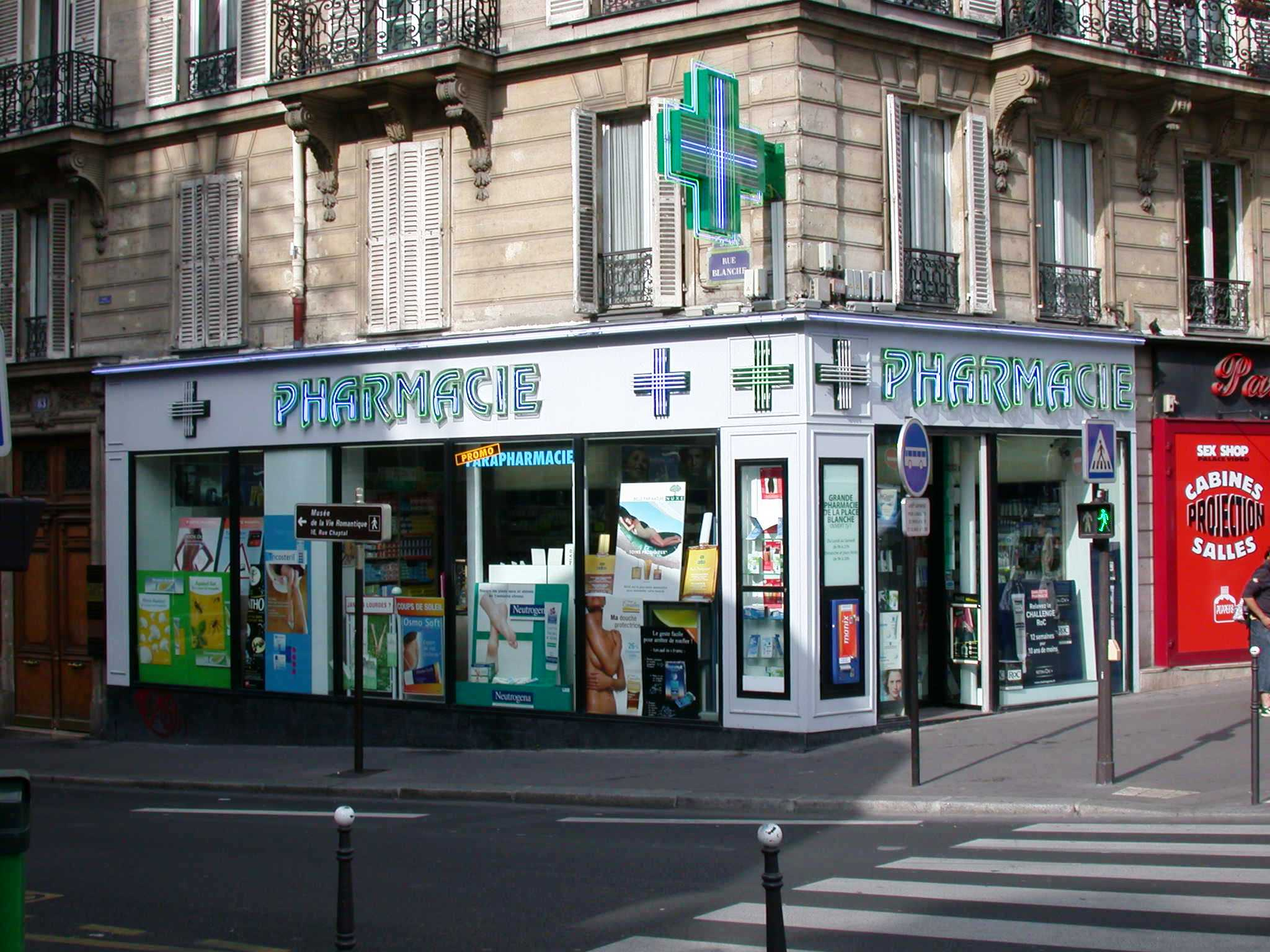
Une pharmacie parisienne du 9e arrondissement.

La pharmacie d'officine est la spécialité regroupant les pharmaciens qui travaillent dans les pharmacies de ville, appelées aussi officines, où les médicaments sont délivrés au public.

## Historique

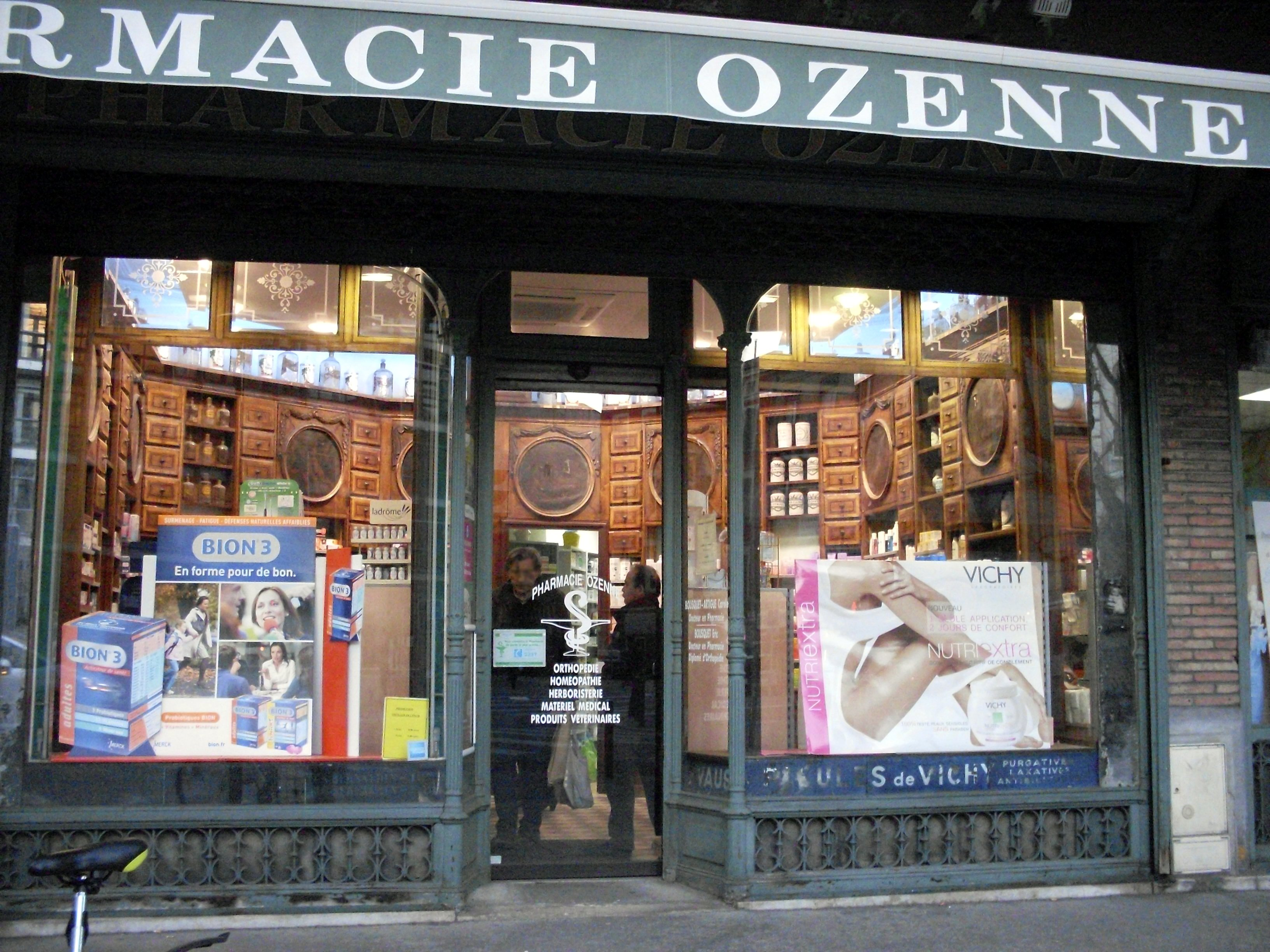
Officine à l'ancienne.

Une pharmacie est à l'origine une officine où l'on prépare, conserve et vend les médicaments.

## Rôle et responsabilités

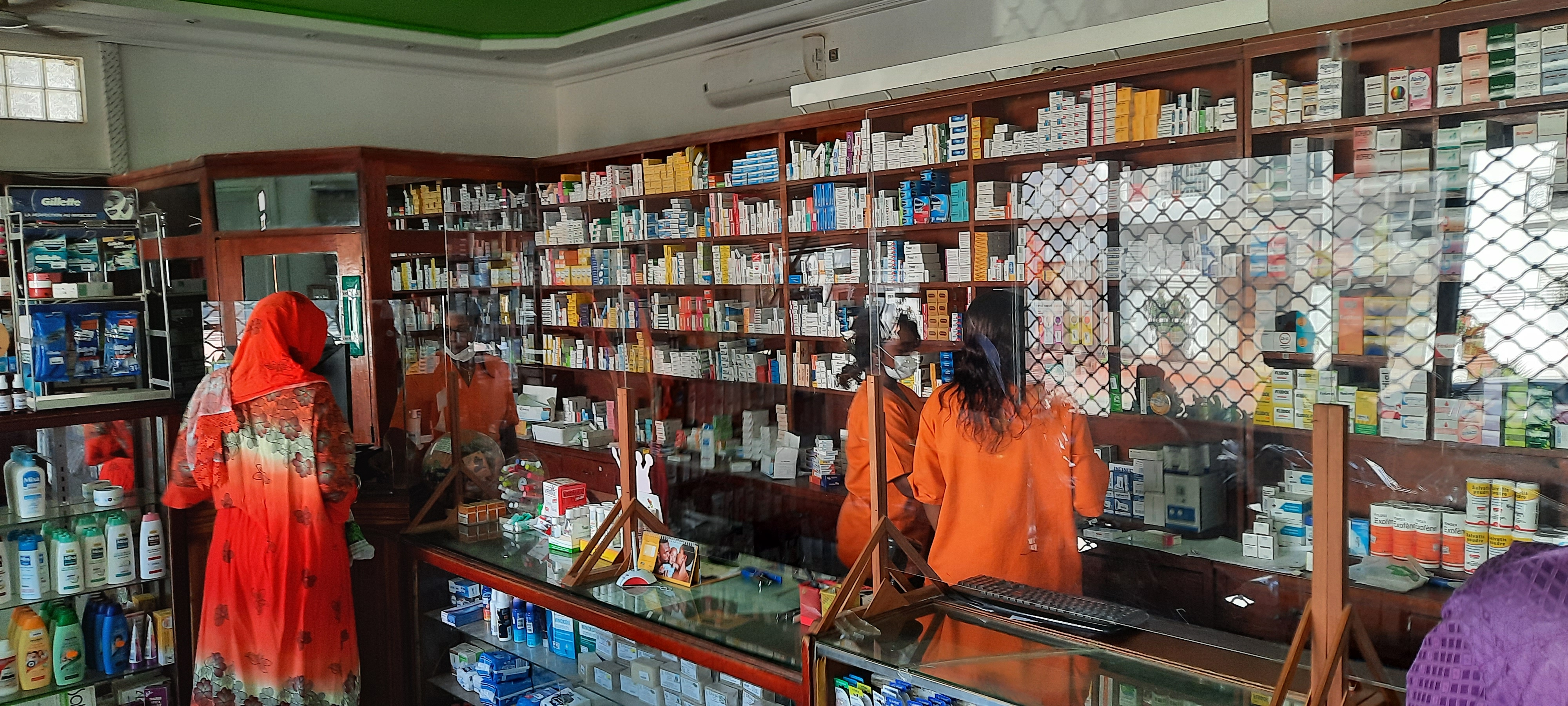
Pharmacie à Thiès, au Sénégal.

Le rôle du pharmacien d'officine est la validation et la délivrance (dispensation) des ordonnances prescrites par les médecins, les conseils associés à la prise des médicaments, à l'hygiène, à la nutrition ou, plus globalement, à la santé publique. De manière annexe, le pharmacien vend aussi des produits de parapharmacie.
La Haute Autorité de Santé a élargi les compétences des pharmaciens d'officine qui sont désormais des professionnels de premier recours pour la vaccination des adultes en France.
Le travail du pharmacien d'officine est aussi l'analyse de l'ordonnance, la vérification des posologies, des interactions médicamenteuses et des contre-indications existantes en fonction de l'état du patient. Le pharmacien, étant au bout de la chaîne de la prescription médicale, est responsable des médicaments délivrés, même en cas d'erreur ou de négligence de la part du médecin prescripteur. À ce titre, il peut refuser de délivrer l'ordonnance, ou bien modifier les posologies et les médicaments, le plus souvent après accord avec le médecin prescripteur. Il peut également faire le suivi du traitement et aider à l'établissement d'un plan pharmacothérapique. Au Québec, le pharmacien jouit d'un rôle élargi dans la mesure où il peut prescrire des médicaments et des analyses de laboratoire si nécessaire.
Toutefois, dans les cas où le problème de santé nécessite un diagnostic, le pharmacien incitera le patient à consulter un médecin. Le pharmacien est habilité et formé à diagnostiquer les pathologies pour lesquelles il peut délivrer des médicaments dits médicaments conseils tels que état grippal, toux, conjonctivite non bactérienne et même certaines mycoses dermatologiques...
Le pharmacien d'officine a aussi un rôle social, il est en mesure d'indiquer aux personnes en difficulté les organismes ou les structures compétentes en matière de santé publique et d'aides sociales. En France, les pharmaciens sont formés pour reconnaitre les champignons et connaître les risques toxicologiques ainsi que leurs symptômes, accompagné de TP en forêt. Joël Boustie, professeur de mycologie et de pharmacognosie à Rennes, déplore une baisse du temps alloué à cet enseignement.

## En France

### La profession de pharmacien d'officine
En France, la profession de pharmacien d'officine est très encadrée. Le pharmacien consacre son temps au conseil, à l'écoute et à la prévention dans un but de santé publique. Depuis quelques années, la profession doit faire face, comme tous les secteurs de l'économie depuis le début de la crise des années 2000, à un certain nombre de faillites. Cependant, le monopole d'exercice et le numérus clausus très restrictif qui fixe le nombre d'étudiants admis en deuxième année des études de pharmacie permettent à la pharmacie d'officine de rester un des secteurs les plus rentables financièrement. En effet, les pharmaciens libéraux (aussi appelés pharmaciens titulaires, à la différence des pharmaciens adjoints salariés), avec un revenu médian de 7 671 € par mois (rapport IGF de 2013), sont les professionnels de santé les mieux rémunérés derrière les pharmaciens biologistes (10 591 € par mois) et devant les médecins spécialistes (7 186 € par mois), les chirurgiens-dentistes (6 912 € par mois) et les médecins généralistes (5 666 € par mois). L'INSEE précise que dans ses études plus récentes, les revenus sont difficilement comparables car les professions majoritairement soumises à l'IS (impôt sur les sociétés) comme les pharmaciens ou les radiologues, ne comptabilisent pas dans leurs revenus d'activité une partie des dividendes qu'ils se versent.
Le salaire des pharmaciens adjoints dépend d'un coefficient lié à leur ancienneté. Les coefficients vont de 400 à 800 pour un salaire mensuel net estimé compris entre 2 067 et 4 134 € (2021).

### La création d'une pharmacie d'officine
En France, la répartition des pharmacies d'officine est régie par la loi, en fonction de la démographie (environ 1 pharmacie pour 3 000 habitants). L'objectif est d'assurer un accès aux soins identique pour tous les habitants. L'ouverture d'une pharmacie, par transfert ou création, est possible dans les communes qui comptent plus de 2 500 habitants (ou 3 500 en Guyane, en Moselle et en Alsace).
Ensuite, l'ouverture ou le transfert de nouvelles pharmacies sont autorisés par tranche de 4 500 habitants (une seconde pharmacie peut être implantée dans une commune qui compte plus de 7 000 habitants). L'implantation d'une pharmacie dans une commune de moins de 2 500 habitants n'est pas autorisée sauf si la commune a précédemment disposé d'une pharmacie qui desservait plus de 2 500 habitants.
Une ordonnance du 3 janvier 2018 adapte certains critères devant être respectés pour ouvrir une pharmacie afin rendre possible l’ouverture, sous certaines conditions, d’une officine à proximité d’une maison de santé, d’un centre de santé ou d’un centre commercial ou encore dans un aéroport. Elle instaure également des mesures propres à certains territoires où l’accès de la population au médicament est plus difficile, afin de préserver le réseau officinal, y compris dans les territoires ruraux. Elle permet au directeur général de l’ARS de prendre des mesures destinées à favoriser ou maintenir une offre pharmaceutique en utilisant le fonds d’intervention régional. 

### Délivrance de médicaments génériques
En France, il est reconnu au pharmacien d'officine un droit de substitution lui permettant de délivrer des médicaments génériques (sous leur dénomination commune internationale) inscrits au Répertoire des médicaments génériques, sur une prescription médicale où figurent des médicaments dits princeps (sous la dénomination du laboratoire qui a commercialisé en premier la substance).

### Controverse sur la revente de données de santé
Le 20 mai 2021, l'émission d'information Cash Investigation (France 2) révèle qu'environ une officine sur deux en France est équipée d'un logiciel qui transmet des données de santé « anonymisées » des patients à l'entreprise américaine IQVIA pour des fins d'exploitation statistique,,,. Depuis 2011, des pharmacies transmettent des données de santé à IQVIA sans accorder le droit d'opposition légal imposé par la loi jusqu'en janvier 2021, et le devoir d'information également imposé, sous la responsabilité de la pharmacie, n'est que rarement respecté. À la suite de cette affaire, la Commission nationale de l'informatique et des libertés (CNIL) a indiqué qu'IQVIA n'avait pas le droit de commercialiser les données de santé collectées à but promotionnel mais uniquement pour des « études non interventionnelles ». La CNIL lance une consultation nationale en octobre 2021, puis publie en 2022 un référentiel qui explique les principes du Règlement général sur la protection des données (RGPD) dans le cadre de la gestion sanitaire et administrative de la patientèle, qui concerne les pharmacies et leurs sous-traitants. Il précise que les pharmacies ne doivent collecter que « les données pertinentes et nécessaires », qui sont l'identité et les coordonnées de la patientèle, l'identifiant national de santé, le numéro de sécurité sociale, les données relatives à la santé (poids, taille, antécédents médicaux…) et encore les informations liées aux habitudes de vie.

## En Belgique

### Services offerts par la pharmacie de garde et les officines en Belgique
En Belgique, les pharmacies d’officine y compris les pharmacies de garde offrent bien plus que la simple délivrance de médicaments. À Bruxelles comme dans toute la Belgique, elles mettent à disposition des conseils personnalisés pour garantir une utilisation sûre des traitements. De plus, ces officines proposent des services variés comme les consultations pour arrêter de fumer, les dépistages de maladies chroniques telles que le diabète et l’hypertension, ainsi que des conseils sur la gestion des traitements. Les pharmacies de garde assurent également une continuité de service permettant un accès aux soins à toute heure.

### Réglementation et accès aux médicaments en pharmacie à Bruxelles et dans toute la Belgique
Les pharmacies en Belgique, notamment celles situées à Bruxelles, sont soumises à une réglementation stricte pour assurer la sécurité et l’accessibilité des médicaments. Ce cadre législatif inclut les pharmacies de garde qui doivent respecter des règles spécifiques pour garantir la disponibilité des médicaments en dehors des heures d’ouverture classiques. Par ailleurs, avec le développement de la pharmacie en ligne en Belgique, les patients ont désormais accès à des services numériques pour leurs besoins médicaux sous la supervision de pharmaciens qualifiés.

### Rôle des pharmacies belges dans la santé publique
Les pharmacies d’officine, qu’elles soient de garde ou en ligne jouent un rôle essentiel dans la santé publique en Belgique. Les pharmaciens belges participent activement aux campagnes de prévention et d’éducation à la santé, notamment à Bruxelles où les besoins en santé de proximité sont importants. Grâce à des initiatives comme la vaccination, le suivi des traitements et l’éducation à la santé, les pharmacies en Belgique y compris les pharmacies de garde, contribuent à améliorer la prise en charge des patients et à rendre les soins de santé plus accessibles à tous.

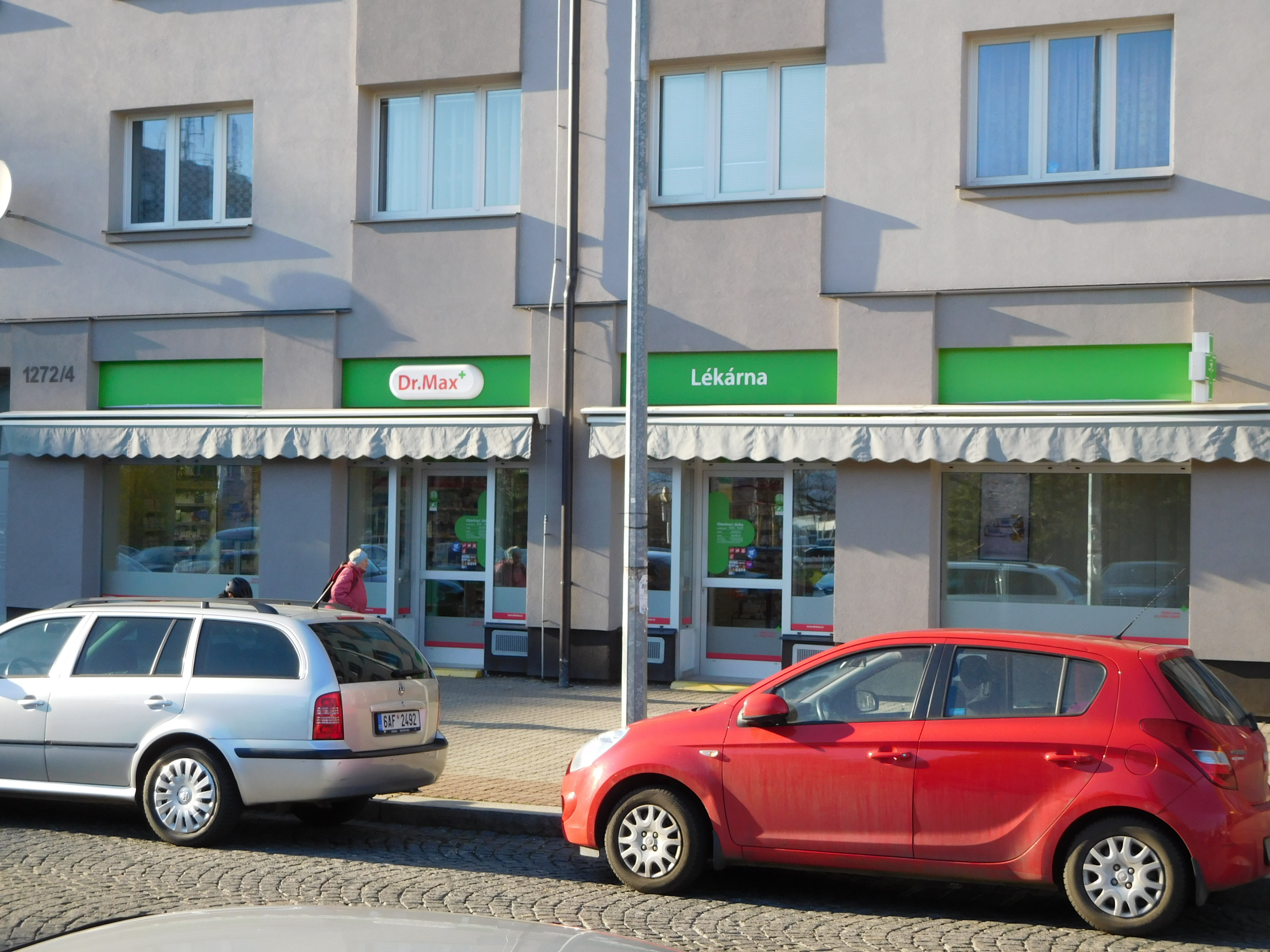
Une pharmacie à l'enseigne Dr.Max à Prague.

## En Amérique de Nord
En Amérique du Nord, les pharmacies telles que Pharmaprix au Canada, Jean Coutu au Québec, sont la propriété de chaînes de supermarché, respectivement Loblaws et Métro. Elles vendent toutes sortes de produits et services non reliés à la santé (homéopathie, parfums, cosmétiques, service photo, nourriture sèche, boissons, etc).
Les pharmacies étant stratégiquement placées dans des lieux de forte densité de population, il est courant de retrouver au sein du même lieu un bureau de Postes Canada, ce qui permet aux résidants du quartier de faire leurs opérations postales. Postes Canada a peu de points de service en nom propre.

## Commerces annexes

### Parapharmacie
Beaucoup de pharmaciens réalisent aussi de la parapharmacie et vendent aussi des produits d'hygiène et de soins.